# Лоне Ванборґ
Лоне Ванборґ (дан. Lone Vandborg; нар. 5 серпня 1961) — колишня данська тенісистка.
Найвищу одиночну позицію світового рейтингу — 384 місце досягла 2 лютого 1987, парну — 185 місце — 25 вересня 1989 року.
Здобула 7 парних титулів.

## Фінали ITF
| Легенда         |
| --------------- |
| Турніри $75,000 |
| Турніри $10,000 |

### Парний розряд: 13 (7–6)
| Результат | Ранг | Дата           | Турнір                         | Покриття   | Партнерка              | Суперниці                           | Рахунок          |
| --------- | ---- | -------------- | ------------------------------ | ---------- | ---------------------- | ----------------------------------- | ---------------- |
| Поразка   | 1.   | 28 квітня 1986 | Саттон, Велика Британія        | Трава      | Anneli Björk           | Сьюзен Пендо Діґна Кетелар          | 6–7, 0–6         |
| Поразка   | 2.   | 2 лютого 1987  | Герсгольм, Данія               | Килим (i)  | Марія Екстранд         | Марія Страндлунд Юнна Юнеруп        | 1–6, 3–6         |
| Поразка   | 3.   | 27 квітня 1987 | Саттон, Велика Британія        | Тверде (i) | Тітія Вілмінк          | Лінда Барнард Белінда Борнео        | 6–2, 5–7, 6–7    |
| Поразка   | 4.   | 4 травня 1987  | Борнмут, Велика Британія       | Тверде     | Тітія Вілмінк          | Роса Б'єльса Ана Сегура             | 4–6, 5–7         |
| Поразка   | 5.   | 23 квітня 1988 | Queens, Велика Британія        | Ґрунт      | Леслі О'Галлоран       | Анн Сімпкін Джой Тейкон             | 6–4, 2–6, 6–7    |
| Перемога  | 1.   | 24 липня 1988  | Леон (Мексика), Мексика        | Тверде     | Карен Букголц          | Jamie Pisarcik Карім Штромаєр       | 6–3, 3–6, 7–6    |
| Перемога  | 2.   | 29 січня 1989  | Гельсінкі, Фінляндія           | Тверде     | Белінда Борнео         | Зільвія Фрає Енн-Марі Волсон        | 6–2, 6–7(6), 6–2 |
| Перемога  | 3.   | 5 лютого 1989  | Стокгольм, Швеція              | Тверде (i) | Белінда Борнео         | Вера-Каріна Елтер Інґрід Пельцер    | 6–1, 6–1         |
| Перемога  | 4.   | 13 лютого 1989 | Герсгольм, Данія               | Килим      | Тіна Шоєр-Ларсен       | Вінченца Прокаччі Енн-Марі Волсон   | 6–1, 7–5         |
| Поразка   | 6.   | 6 березня 1989 | Ашкелон, Ізраїль               | Тверде     | Софі Альбінус          | Маріанне ван дер Торре Кароліна Віс | 1–6, 1–6         |
| Перемога  | 5.   | 25 червня 1989 | Керетаро, Мексика              | Тверде     | Генрієтте К'єр Нільсен | Леслі Гакала Вінченца Прокаччі      | 6–4, 2–6, 7–6    |
| Перемога  | 6.   | 2 липня 1989   | Гвадалахара (Мексика), Мексика | Ґрунт      | Генрієтте К'єр Нільсен | Алісія Мей Кімберлі По              | 6–3, 3–6, 6–2    |
| Перемога  | 7.   | 24 липня 1989  | Хайфа, Ізраїль                 | Тверде     | Софі Альбінус          | Малін Нільссон Ева Лена Ольссон     | 6–1, 6–4         |